# Zalew Radkowski
Zalew Radkowski – sztuczny zbiornik położony w południowo-zachodniej Polsce około 2,0 km na południowy zachód od miasta Radków, u północnego podnóża Gór Stołowych, w województwie dolnośląskim, w powiecie kłodzkim, w gminie Radków.

## Położenie i opis
Zbiornik o powierzchni około 5 ha i pojemności około 0,02 mln m³ powstał po wykonaniu zapory ziemnej od strony miasta Radków na Czerwonogórskim Potoku, wykorzystując naturalne zagłębienie terenowe na wysokości około 400 m n.p.m. w dolinie potoku.
Zbiornik utworzono w latach 70. XX wieku, jako zbiornik rekreacyjny, dla pracowników kopalni węgla kamiennego "Piast" w Nowej Rudzie, którą z początkiem 2000 roku zamknięto. Na brzegu ustawiono bungalowy, a po drugiej stronie wzniesiono hotel „Gwarkowe Zacisze”.  Zbiornik jest zarybiony, stanowi doskonałe miejsce dla wędkarzy i osób korzystających ze sprzętu pływającego. Znad zalewu roztacza się panorama polskich i czeskich Gór Stołowych.

## Szlaki turystyczne
Przez zaporę prowadzi  szlak turystyczny z Radkowa do Pasterki.

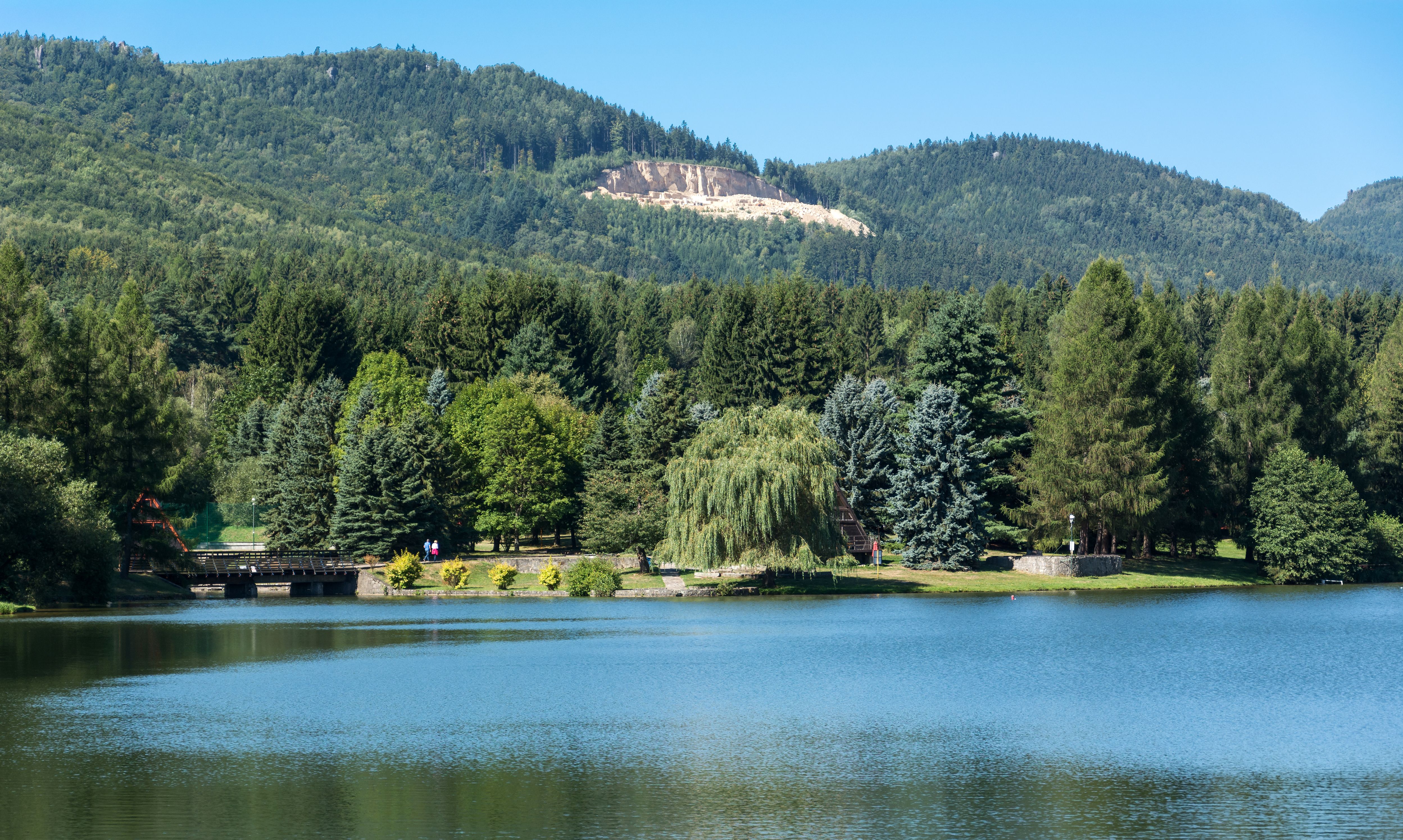
Widok na Zalew od strony zachodniej